# Sant Joan de les Abadesses
Sant Joan de les Abadesses è un comune spagnolo di 3 566 abitanti situato nella comunità autonoma della Catalogna.